# C26H34N2O
化学式C26H34N2O（摩尔质量：390.571 g/mol）可以指：
- AM-1248，CAS号：335160-66-2
- 阿尔法环己芬太尼，CAS号：102504-47-2

|  | 这个同类索引页列出了具有相同分子式的化学物（即同分異構體）条目。 除非您是有意链接至本页，否则应将相应条目的内部链接指向正确的条目。 |